# Vicepresidente de Brasil
El vicepresidente de Brasil es el segundo cargo más alto en el gabinete de gobierno de Brasil después del presidente. Su principal trabajo es reemplazar al presidente en caso de muerte o renuncia y asumir la presidencia temporalmente cuando el presidente se encuentre fuera del país. También puede reemplazar al presidente cuando este no se encuentre facultado por cualquier motivo para cumplir sus deberes. El vicepresidente es elegido junto con el presidente, siendo su compañero en las elecciones.
El Vicepresidente reside en el Palácio do Jaburu en Brasília.

## Lista de Vicepresidentes
| # | Vicepresidente                                               | Vicepresidente                                               | Vicepresidente                                               | Inicio                                                                      | Fin                                                                         | Partido                                                      | Elecciones                                                   | Presidente | Presidente                            |
| --- | ------------------------------------------------------------ | ------------------------------------------------------------ | ------------------------------------------------------------ | --------------------------------------------------------------------------- | --------------------------------------------------------------------------- | ------------------------------------------------------------ | ------------------------------------------------------------ | ---------- | ------------------------------------- |
| Primera República (1889-1930) |                                                              |                                                              |                                                              |                                                                             |                                                                             |                                                              |                                                              |            |                                       |
| 1.º |                                                              |                                                              | Floriano Peixoto (1839-1895)                                 | 26 de febrero de 1891                                                       | 23 de noviembre de 1891                                                     | Militar                                                      | 1891 (indirecto)                                             |            | Deodoro da Fonseca (1889-1891)        |
| Cargo vacante por la asunción como presidente de Floriano Peixoto (23 de noviembre de 1891 - 15 de noviembre de 1894)                |                                                              |                                                              |                                                              |                                                                             |                                                                             |                                                              |                                                              |            |                                       |
| 2.º |                                                              |                                                              | Manuel Vitorino (1853-1902)                                  | 15 de noviembre de 1894                                                     | 15 de noviembre de 1898                                                     | PRF                                                          | 1894                                                         |            | Prudente de Morais (1894-1898)        |
| 3.º |                                                              |                                                              | Francisco de Assis Rosa e Silva (1857-1929)                  | 15 de noviembre de 1898                                                     | 15 de noviembre de 1902                                                     | PRF                                                          | 1898                                                         |            | Campos Sales (1898-1902)              |
| - |                                                              |                                                              | Silviano Brandão (1848-1902)                                 | Vicepresidente electo, no tomó posesión por fallecimiento                   | Vicepresidente electo, no tomó posesión por fallecimiento                   | PRF                                                          | 1902                                                         |            | Rodrigues Alves (1902-1906)           |
| Cargo vacante por fallecimiento (15 de noviembre de 1902 - 17 de junio de 1903)                                                      |                                                              |                                                              |                                                              |                                                                             |                                                                             |                                                              |                                                              |            | Rodrigues Alves (1902-1906)           |
| 4.º |                                                              |                                                              | Afonso Pena (1847-1909)                                      | 17 de junio de 1903                                                         | 15 de noviembre de 1906                                                     | PRM                                                          | -                                                            |            | Rodrigues Alves (1902-1906)           |
| 5.º |                                                              |                                                              | Nilo Peçanha (1867-1924)                                     | 15 de noviembre de 1906                                                     | 14 de junio de 1909                                                         | PRF                                                          | 1906                                                         |            | Afonso Pena (1906-1909)               |
| Cargo vacante por la asunción como presidente de Nilo Peçanha (14 de junio de 1909 - 15 de noviembre de 1910)                        |                                                              |                                                              |                                                              |                                                                             |                                                                             |                                                              |                                                              |            |                                       |
| 6.º |                                                              |                                                              | Venceslau Brás (1868-1966)                                   | 15 de noviembre de 1910                                                     | 15 de noviembre de 1914                                                     | PRM                                                          | 1910                                                         |            | Hermes da Fonseca (1910-1914)         |
| 7.º |                                                              |                                                              | Urbano Santos (1859-1922)                                    | 15 de noviembre de 1914                                                     | 15 de noviembre de 1918                                                     | PRM                                                          | 1914                                                         |            | Venceslau Brás (1914-1918)            |
| 8.º |                                                              |                                                              | Delfim Moreira (1868-1920)                                   | 15 de noviembre de 1918                                                     | 16 de enero de 1919                                                         | PRM                                                          | 1918                                                         |            | Rodrigues Alves (sin posesión)        |
| Cargo vacante por la asunción como presidente de Delfim Moreira (16 de enero de 1919 - 28 de julio de 1919)                          |                                                              |                                                              |                                                              |                                                                             |                                                                             |                                                              |                                                              |            |                                       |
| 8.º |                                                              |                                                              | Delfim Moreira (1868-1920)                                   | 28 de julio de 1919                                                         | 1 de julio de 1920                                                          | PRM                                                          | -                                                            |            | Epitácio Pessoa (1919-1922)           |
| Cargo vacante por fallecimiento (1 de julio de 1920 - 10 de noviembre de 1920)                                                       |                                                              |                                                              |                                                              |                                                                             |                                                                             |                                                              |                                                              |            | Epitácio Pessoa (1919-1922)           |
| 9.º |                                                              |                                                              | Bueno de Paiva (1861-1928)                                   | 10 de noviembre de 1920                                                     | 15 de noviembre de 1922                                                     | PRM                                                          | -                                                            |            | Epitácio Pessoa (1919-1922)           |
| - |                                                              |                                                              | Urbano Santos (1859-1922)                                    | Vicepresidente electo, no tomó posesión por fallecimiento                   | Vicepresidente electo, no tomó posesión por fallecimiento                   | PRM                                                          | 1922                                                         |            | Artur Bernardes (1922-1926)           |
| 10.º |                                                              |                                                              | Estácio Coimbra (1872-1937)                                  | 15 de noviembre de 1922                                                     | 15 de noviembre de 1926                                                     | PR                                                           | 1922                                                         |            | Artur Bernardes (1922-1926)           |
| 11.º |                                                              |                                                              | Fernando de Mello Vianna (1878-1954)                         | 15 de noviembre de 1926                                                     | 24 de octubre de 1930                                                       | PRM                                                          | 1926                                                         |            | Washington Luís (1926-1930)           |
| - |                                                              |                                                              | Vital Soares (1882-1946)                                     | Vicepresidente electo, no tomó posesión por la Revolución brasileña de 1930 | Vicepresidente electo, no tomó posesión por la Revolución brasileña de 1930 | PRB                                                          | 1930                                                         |            | Júlio Prestes (sin posesión)          |
| Cargo abolido 24 de octubre de 1930 - 31 de enero de 1946 durante la Segunda República y el Estado Novo                              |                                                              |                                                              |                                                              |                                                                             |                                                                             |                                                              |                                                              |            |                                       |
| República Nova (1946-1964) |                                                              |                                                              |                                                              |                                                                             |                                                                             |                                                              |                                                              |            |                                       |
| Cargo abolido 31 de enero de 1946 - 19 de septiembre de 1946                                                                         | Cargo abolido 31 de enero de 1946 - 19 de septiembre de 1946 | Cargo abolido 31 de enero de 1946 - 19 de septiembre de 1946 | Cargo abolido 31 de enero de 1946 - 19 de septiembre de 1946 | Cargo abolido 31 de enero de 1946 - 19 de septiembre de 1946                | Cargo abolido 31 de enero de 1946 - 19 de septiembre de 1946                | Cargo abolido 31 de enero de 1946 - 19 de septiembre de 1946 | Cargo abolido 31 de enero de 1946 - 19 de septiembre de 1946 |            | Gaspar Dutra (1946-1951)              |
| 12.º |                                                              |                                                              | Nereu Ramos (1888-1958)                                      | 19 de septiembre de 1946                                                    | 31 de enero de 1951                                                         | PSD                                                          | 1945 (indirecto)                                             |            | Gaspar Dutra (1946-1951)              |
| 13.º |                                                              |                                                              | João Café Filho (1899-1970)                                  | 31 de enero de 1951                                                         | 24 de agosto de 1954                                                        | PSP                                                          | 1950                                                         |            | Getúlio Vargas (1951-1954)            |
| Cargo vacante por la asunción como presidente de Café Filho y posterior crisis política (24 de agosto de 1954 - 31 de enero de 1956) |                                                              |                                                              |                                                              |                                                                             |                                                                             |                                                              |                                                              |            |                                       |
| 14.º |                                                              |                                                              | João Goulart (1918-1976)                                     | 31 de enero de 1956                                                         | 31 de enero de 1961                                                         | PTB                                                          | 1955                                                         |            | Juscelino Kubitschek (1956-1961)      |
| 14.º | 31 de enero de 1961                                          | 25 de agosto de 1961                                         | João Goulart (1918-1976)                                     | 1960                                                                        |                                                                             | PTB                                                          | Jânio Quadros (1961)                                         |            |                                       |
| Cargo vacante por la asunción como presidente de João Goulart (8 de septiembre de 1961 - 1 de abril de 1964)                         |                                                              |                                                              |                                                              |                                                                             |                                                                             |                                                              |                                                              |            |                                       |
| Dictadura Militar (1964-1985) |                                                              |                                                              |                                                              |                                                                             |                                                                             |                                                              |                                                              |            |                                       |
| Cargo vacante por la destitución del gobierno civil (1 de abril de 1964 - 15 de abril de 1964)                                       |                                                              |                                                              |                                                              |                                                                             |                                                                             |                                                              |                                                              |            |                                       |
| 15.º |                                                              |                                                              | José Maria Alkmin (1901-1974)                                | 15 de abril de 1964                                                         | 15 de marzo de 1967                                                         | PSD                                                          | 1964 (indirecto)                                             |            | Humberto Castelo Branco (1964-1967)   |
| 15.º | ARENA                                                        |                                                              | José Maria Alkmin (1901-1974)                                | 15 de abril de 1964                                                         | 15 de marzo de 1967                                                         |                                                              | 1964 (indirecto)                                             |            | Humberto Castelo Branco (1964-1967)   |
| 16.º |                                                              |                                                              | Pedro Aleixo (1901-1975)                                     | 15 de marzo de 1967                                                         | 31 de agosto de 1969                                                        | ARENA                                                        | Candidatura conjunta al presidente                           |            | Artur da Costa e Silva (1967-1969)    |
| Cargo vacante por la instauración de la Junta Militar (31 de agosto - 30 de octubre de 1969)                                         |                                                              |                                                              |                                                              |                                                                             |                                                                             |                                                              |                                                              |            |                                       |
| 17.º |                                                              |                                                              | Augusto Rademaker (1905-1985)                                | 30 de octubre de 1969                                                       | 15 de marzo de 1974                                                         | ARENA                                                        | Candidatura conjunta al presidente                           |            | Emílio Garrastazu Médici (1969-1974)  |
| 18.º |                                                              |                                                              | Adalberto Pereira dos Santos (1905-1984)                     | 15 de marzo de 1974                                                         | 15 de marzo de 1979                                                         | ARENA                                                        | Candidatura conjunta al presidente                           |            | Ernesto Geisel (1974-1979)            |
| 19.º |                                                              |                                                              | Aureliano Chaves (1929-2003)                                 | 15 de marzo de 1979                                                         | 15 de marzo de 1985                                                         | ARENA                                                        | Candidatura conjunta al presidente                           |            | João Figueiredo (1979-1985)           |
| 19.º | PDS                                                          |                                                              | Aureliano Chaves (1929-2003)                                 | 15 de marzo de 1979                                                         | 15 de marzo de 1985                                                         |                                                              | Candidatura conjunta al presidente                           |            | João Figueiredo (1979-1985)           |
| Sexta República (1985-actualidad) |                                                              |                                                              |                                                              |                                                                             |                                                                             |                                                              |                                                              |            |                                       |
| 20.º |                                                              |                                                              | José Sarney (n.1930)                                         | 15 de marzo de 1985                                                         | 21 de abril de 1985                                                         | PMDB                                                         | Candidatura conjunta al presidente                           |            | José Sarney (sin posesión)            |
| Cargo vacante por la asunción como presidente de José Sarney (21 de abril de 1985 - 15 de marzo de 1990)                             |                                                              |                                                              |                                                              |                                                                             |                                                                             |                                                              |                                                              |            |                                       |
| 21.º |                                                              |                                                              | Itamar Franco (1930-2011)                                    | 15 de marzo de 1990                                                         | 29 de diciembre de 1992                                                     | PRN                                                          | Candidatura conjunta al presidente                           |            | Fernando Collor de Mello (1990-1992)  |
| Cargo vacante por la asunción como presidente de Itamar Franco (29 de diciembre de 1992 - 1 de enero de 1995)                        |                                                              |                                                              |                                                              |                                                                             |                                                                             |                                                              |                                                              |            |                                       |
| 22.º |                                                              |                                                              | Marco Maciel (1940-2021)                                     | 1 de enero de 1995                                                          | 1 de enero de 1999                                                          | PFL                                                          | Candidatura conjunta al presidente                           |            | Fernando Henrique Cardoso (1995-2003) |
| 22.º |                                                              | 1 de enero de 1999                                           | Marco Maciel (1940-2021)                                     | 1 de enero de 2003                                                          |                                                                             | PFL                                                          | Candidatura conjunta al presidente                           |            | Fernando Henrique Cardoso (1995-2003) |
| 23.º |                                                              |                                                              | José Alencar (1931-2011)                                     | 1 de enero de 2003                                                          | 1 de enero de 2007                                                          | PL                                                           | Candidatura conjunta al presidente                           |            | Lula da Silva (2003-2011)             |
| 23.º | PRB                                                          |                                                              | José Alencar (1931-2011)                                     | 1 de enero de 2003                                                          | 1 de enero de 2007                                                          |                                                              | Candidatura conjunta al presidente                           |            | Lula da Silva (2003-2011)             |
| 23.º | 1 de enero de 2007                                           | 1 de enero de 2011                                           | José Alencar (1931-2011)                                     |                                                                             |                                                                             |                                                              | Candidatura conjunta al presidente                           |            | Lula da Silva (2003-2011)             |
| 24.º |                                                              |                                                              | Michel Temer (n.1940)                                        | 1 de enero de 2011                                                          | 1 de enero de 2015                                                          | MDB                                                          | Candidatura conjunta al presidente                           |            | Dilma Rousseff (2011-2016)            |
| 24.º |                                                              | 1 de enero de 2015                                           | Michel Temer (n.1940)                                        | 31 de agosto de 2016                                                        |                                                                             | MDB                                                          | Candidatura conjunta al presidente                           |            | Dilma Rousseff (2011-2016)            |
| Cargo vacante por la asunción como presidente de Michel Temer (31 de agosto de 2016 - 1 de enero de 2019)                            |                                                              |                                                              |                                                              |                                                                             |                                                                             |                                                              |                                                              |            |                                       |
| 25.º |                                                              |                                                              | Hamilton Mourão (n.1953)                                     | 1 de enero de 2019                                                          | 1 de enero de 2023                                                          | PRTB                                                         | Candidatura conjunta al presidente                           |            | Jair Bolsonaro (2019-2023)            |
| 25.º |                                                              |                                                              | Hamilton Mourão (n.1953)                                     | 1 de enero de 2019                                                          | 1 de enero de 2023                                                          | PRTB                                                         | Candidatura conjunta al presidente                           |            | Jair Bolsonaro (2019-2023)            |
| 25.º | PRB                                                          |                                                              | Hamilton Mourão (n.1953)                                     | 1 de enero de 2019                                                          | 1 de enero de 2023                                                          |                                                              | Candidatura conjunta al presidente                           |            | Jair Bolsonaro (2019-2023)            |
| 26.º |                                                              |                                                              | Geraldo Alckmin (n.1952)                                     | 1 de enero de 2023                                                          | Presente                                                                    | PSB                                                          | Candidatura conjunta al presidente                           |            | Lula da Silva (2023-)                 |